# شهرستان مواوا
شهرستان مواوا (به لهستانی: Powiat Mława) یک شهرستان در لهستان است که در استان ماسوویان واقع شده‌است. شهرستان مواوا ۱٬۱۸۲٫۳ کیلومتر مربع مساحت و ۷۳٬۳۵۵ نفر جمعیت دارد.